# Перша радянсько-українська війна
Перша радянсько-українська війна — збройний конфлікт між Радянською Росією і Українською Народною Республікою у період від 21 грудня 1917 року до 12 червня 1918 року. Війна відбувалася за контроль над територіями колишньої Російської імперії, землі яких населяли переважно українці.
Війна закінчилася перемогою Української держави за допомогою Австро-німецьких союзників, а також зміною влади та державного устрою в країні.

## Передумови (березень—грудень 1917)
Після подій лютневої революції у Петрограді 8—15 березня 1917 року починається розпад Російської імперії. До влади на території імперії приходить Тимчасовий уряд Росії.
17 березня 1917 року в Києві українськими партіями створюється Українська Центральна Рада, що стала головним органом влади на території України. 19 березня 1917 року в Києві зібралася 100-тисячна маніфестація, на якій було висловлено ідеї про відновлення української державності та національної самовизначеності.
7 листопада у Росії внаслідок перевороту до влади приходять більшовики і створюють Радянську Республіку Росію, в Україні — Центральна рада, яка 20 листопада 1917 року проголосила ІІІ Універсалом створення автономної Української Народної Республіки зі столицею в Києві.
УНР наполягала на утворенні федеративного уряду в Росії з представників усіх територій, що самовизначилися. Невдала спроба більшовиків змінити владу в Україні шляхом переобрання Української Центральної Ради викликала роздратування російського уряду — більшовицької Ради народних комісарів, тому вона вирішила захопити владу в Україні шляхом збройного повстання в Києві.
Проте, в ніч з 29 листопада (11 грудня) на 30 листопада (12 грудня) 1917 року українські війська, лояльні до Центральної Ради, придушили повстання, а заколотників вислали ешелонами за межі України. Більшовицькі відділи 2-го гвардійського корпусу під проводом Євгенії Бош, що їхали з фронту на захоплення Києва, були роззброєні 1-м українським корпусом Павла Скоропадського біля Жмеринки і відправлені до Росії. 30 листопада (12 грудня) 1917 року спалахнув більшовицький заколот у Одесі, яке так само закінчилося поразкою більшовиків.
4 грудня (17 грудня) 1917 року з ініціативи районного комітету більшовиків у Микитівці відбувся з'їзд підконтрольних більшовикам ревкомів Донецького басейну. На ньому було обрано Центральне бюро Військово-революційних комітетів Донбасу, формально частина Донбасу першою вийшла із-під контролю УНР.
6 грудня (19 грудня) 1917 року військовий міністр УНР Симон Петлюра зробив на з'їзді Центральної Ради сенсаційну заяву:
|  | «На нас готується похід! Ми відчули, що нам, українським демократам, в спину хтось готує ніж... Більшовики концентрують своє військо для розгрому Української республіки... Перші ешелони з Гомеля підходять до Бахмача!» |

## Розстановка сил
На початку 1917 року із 6 798 000 особового складу діючої Російської імператорської армії і 2 260 000, які перебували у запасних частинах, українці становили 3 500 000—4 000 000. З них українським військовим рухом було охоплено близько 1 500 000 осіб.
1 травня 1917 року був сформований 1-й український полк імені Богдана Хмельницького, з чисельністю 3 200 бійців, що став першим збройним підрозділом Української Центральної Ради.
19 червня 1917 року був сформований Другий український імені гетьмана Павла Полуботка козачий полк, чисельністю 5 000 бійців.
13 жовтня 1917 року створено 1-й український корпус (60 000 бійців).
16 листопада 1917 року утворено Полк імені Костя Гордієнка, чисельністю 3 733 бійці (126 старшин, 621 підстаршин і 2 986 козаків).
Загалом чисельність особового складу частин, у яких була завершена українізація, становила близько 440 000, із них 240 000 дислокувалося в Україні.
Сили ворогів Центральної Ради в Україні були значними навіть без приходу в Україну військ Антонова-Овсієнка. Загони місцевої Червоної гвардії в містах і робочих селищах України на грудень 1917 року становила приблизно 40 тисяч багнетів (половина з них в Катеринославській губернії), до цього потрібно додати ще понад 50 тисяч солдатів фронтових військ і гарнізонів, розпропагандованих більшовиками.
Крім цих 90 тисяч більшовицько-російських військ, лише в грудні 1917 року до кордонів УНР було направлено 20 тисяч більшовиків мобілізованих в російських містах: Петрограді, Пскові, Москві, Костромі, Коврові, Рязані, Брянську, Бєлгороді, Воронежі та інших. Загалом на початок війни російсько-більшовицькі сили виставлені проти УНР нараховували 110 000 бійців.
У цей час відбувалася стихійна демобілізація, солдати після кількох років в окопах масово покидали фронт. Центральна Рада і радянський уряд зіткнулися з тим, що більшість солдатів старої армії не хотіли воювати. Українізовані частини проголошували нейтралітет, а іноді й відкрито підтримували радянську владу, значна частина вояків їхала додому ділити поміщицьку землю. За цих умов члени військових організацій та представники командного складу армії запропонували секретаріату військових справ розпустити тих, хто не хотів воювати, і створювати нову армію з добровольців. 8 січня 1918 року Микола Порш озвучив проект реорганізації армії на засіданні Генерального секретаріату, після чого отримав доручення «приступити до організації добровольчеської армії». 16 січня Мала Рада, за поданням Порша, прийняла закон «Про народну армію», який регламентував основні засади створення української армії на основі народної міліції. Ця політика була схожою на ту, яку проводили інші уряди, що постали на уламках колишньої імперії. Зокрема, Раднарком розпочав демобілізацію раніше уряду УНР, а нову армію спочатку також створював на добровольчих засадах, як і білі.
Всього до бою за УНР проти російських більшовиків стало близько 20 тисяч бійців по всій країні, інші були демобілізовані, заявили про нейтралітет або піддавшись пропаганді та скрутному становищі перейшли на сторону більшовиків.

## Початок війни (грудень 1917)
8 (21) грудня 1917 року більшовицькі червоногвардійські загони під проводом Володимира Антонова-Овсієнка вступили до Харкова. В ніч на 9 (22) грудня вони заволоділи містом, хоча український гарнізон, який тримав в місті двовладдя протримався в місті аж до 28 грудня 1917 (10 січня 1918) року.
Спочатку було заявлено, що прихід цих військ в Україну викликаний тільки необхідністю просування по українській залізниці радянських військ, що прямують проти бунтівного Дона. Українська влада заспокоювалися запевненнями про те, що радянськими частинами тимчасово використовується тільки залізниця України для нанесення несподіваного удару в тил бунтівним білогвардійським козакам. Але частини радянських військ, які окопалися в Харкові, і не думали всіма силами слідувати на Дон.
Просуваючись від Таганрога на північ, по залізниці на Горлівку (місто в складі УНР), білий партизанський загін осавула Черенцова налетів 9 (22) грудня 1917 року на Макіївку (тоді Область Війська Донського, зараз у складі України) розгромивши місцеву раду і утихомиривши робочих Макіївського рудничного району. Через ці події 10 (23) грудня 1917 року на Донбасі створюється Червона гвардія Донбасу. Вони займають низку українських міст: Луганськ, Горлівку, Макіївку, Краматорськ, Дружківку, Костянтинівку, Маріуполь, Алчевськ, Лозово-Павлівку та Дебальцево. Червона гвардія Донбасу налічує 25 000 бійців.
12 (25) грудня 1917 року, за сприяння Ради народних комісарів Росії, більшовики провели в Харкові фейковий Всеукраїнський з'їзд Рад, на якому проголосили створення Радянської УНР зі столицею Харкові. Українська Народна Республіка на чолі з Центральною Радою визнавалася нелегітимною. На наступний день російсько-більшовицькі війська почали просуватися з Харкова вглиб України.
З 12 (25) грудня 1917 року Петлюра почав переводити українські частини на схід України, щоб взяти під охорону найважливіші залізничні вузли: Лозову, Синельникове, Ясинувату, Олександрівськ, сподіваючись зберегти зв'язок з Доном, як з можливим стратегічним союзником у війні проти більшовиків. Хоча донські козаки і порушували південно-східний кордон УНР (що по Третьому універсалу Центральної Ради відповідало східному кордоні Катеринославської губернії), обидві сторони намагалися зберігати статус-кво. Отаман Дону генерал Каледін наказав (маючи на увазі кордони УНР):
|  | «...в жодному разі не переходити меж своєї області і не втручатися в життя інших частин Росії» |

Донські козаки не ставили собі цілей ні завоювання Української республіки, ні відриву від неї великих областей. Завданням окремих козачих частин було лише прикриття від червоних найважливіших центрів повстання — Ростова-на-Дону і Таганрога з північного сходу, шляхом введення козачих військ в окремі спірні, суміжні з УНР прикордонні район. Дізнавшись про подібні союзні дії УНР і Дону, більшовики стривожилися і почали активно діяти.
14 (27) грудня 1917 року відбулося перше серйозне боєзіткнення українських і російських військ за станцію Лозова, в ході якого українські війська втримали позиції і відкинули ворога до села Хлібного — околиці Панютиного.
В цей же день відбулось повстання Чугуївської юнацької школи, учні якої хотіли зупинити просування росіян, але натомість російські більшовики роззброїли і полонили 200 українських юнкерів.
В цей час на Правобережжі України червоні загони колишнього 2-го гвардійського корпусу почали новий наступ від Жмеринки на схід, з метою захопити Вінницю, де розташовувалися війська і адміністрація УНР. Петлюра терміново направив під Вінницю частини 2-ї дивізії корпусу Скоропадського. У містечку Браїлів 15 (28) грудня 1917 року окремі частини бунтівних червоних солдатів були роззброєні, а в тил Другому червоному корпусу ударили полки УНР. Деморалізовані, небоєздатні чинити опір, війська більшовиків змушені були відступити в Жмеринку і на десять днів відмовитися від нових рішучих дій.
16 (29) грудня 1917 року почався другий бій за станцію Лозова, цього разу українські війська під натиском понад вшестеро переважаючого кількістю противника, на наступний день мусили відступити на Синельникове. Після захоплення Лозової російські більшовики рушили на Донбас, щоб з'єднатися з місцевими більшовиками і зайняти території УНР і Області Війська Донського.
16 (29) грудня 1917 року стався більшовицький переворот в Севастополі. Загін А. В. Полупанова з бронепоїздом брав участь в боях з військами Української Ради.
17 (30) грудня 1917 року Центральний виконавчий комітет радянської УНР проголосив маніфест про скинення влади Української Центральної Ради і Генерального секретаріату. Наявність в Україні двох центрів влади — київського національного і харківського радянського — дала змогу російським більшовикам формально залишатись осторонь війни, представивши її як внутрішній конфлікт.
Прем'єр УНР Володимир Винниченко вважав, що Петлюра винен в конфлікті з Леніном та Радянською Росією, і що його відставка з поста військового міністра дозволить уникнути війни між Українською республікою і Радянською Росією. Винниченко виступав за заміну професійної армії народною міліцією, що послаблювало б позицію Петлюри. Петлюра ж стояв за збереження старої армії і створення регулярних військових частин, виступаючи за велику армію, здатну боротися на німецькому і більшовицькому фронтах. Він ратував за збереження в новій українській армії принципу єдиноначальності, а також старих царських офіцерів.
18 (31) грудня 1917 року рішенням Генерального секретаріату і Центральної Ради Симон Петлюра був відправлений у відставку з поста військового міністра і виведений зі складу Генерального секретаріату внаслідок перевищення повноважень, а місце його успадкував Микола Порш (раніше міністр праці). Порш вважався майже більшовиком, і такий вибір пояснювався очікуванням компромісів. Винниченко наказав реорганізувати «сердюцькі» полки, побоюючись, що сердюки можуть призвести переворот на користь Петлюри. Ці полки втратили свою боєздатність, перетворившись в звичайні піхотні полки з полковими комітетами.
Таким чином, на 31 грудня 1917 року, Радянська Росія вже захопила і контролювала частину сучасної Харківщини, Луганщини і Донеччини. Також більшовицькі часини займали район Жмеринки на правобережжі всередині Української Республіки.

## Відступ УНР (січень 1918)
Вже 19 грудня 1917 (1 січня 1918) року, просуваючись по залізничних магістралях, радянські війська захопили Павлоград (після нетривалого бою із загоном українських військ, які змушені були капітулювати), 2—4 січня станцію Синельниково, Зміїв, Куп'янськ (після бою з загоном українців) та Ізюм. 4 січня, із захопленої Лозової колона російських більшовиків Рудольфа Сіверса увійшла у Донбас, де з'єдналась з місцевою червоною гвардією. Червоногвардійці почали наступ на Область Війська Донського боку з Юзівки. Бої охопили райони міст: Юзівка, Ханженкова, Макіївка, Моспіно, Іловайськ. Запеклий бій на Прохоровському руднику між Юзівкою і Макіївкою тривав близько доби і закінчився перемогою Червоної гвардії. На 5 січня російські більшовики захопили практично всю південну частину лівобережної України.
23 грудня 1917 (5 січня 1918) року з Києва в Бахмач для оборони Чернігівської залізниці було вислано 500 юнкерів при одній гарматі і 16 кулеметах. Ці сили були явно недостатні для оборони держави, і їх прибуття на східний кордон України говорило лише про слабкість Центральної Ради.
24 грудня 1917 (6 січня 1918) року Павло Скоропадський покинув командування українського корпусу. Ця відставка поглибила демобілізацію, анархію і хаос в українському війську Правобережжя і звів всі зусилля УНР в цьому регіоні нанівець.

Військовий міністр Порш за два тижні кризи не видав зрозумілих наказів щодо оборони території України і опору червоному наступу. Йому бракувало твердої волі, рішучості, елементарних військових знань і досвіду, він не був ознайомлений і з ситуацією в «гарячих точках». Порш показав неспроможність керувати військами. У першій його доповіді чулася паніка: 
|  | «...армії у нас немає... вона розвалюється і поспішає додому» |

 Головною турботою Порша стала невчасна організація нової армії УНР на добровільній, платній основі. Він вважав, що для цього достатньо вивести штаби з фронту і зберегти їх як «командний кадр нової армії», і вже через два місяці на основі цих штабів можлива поява дієздатної армії в 100 тисяч бійців. Але історія не відміряла Центральній Раді двох спокійних місяців.
Петлюра, відсторонений від влади над армією, вирішує самостійно сформувати в Києві особливу бойове добровільне військовий підрозділ — Гайдамацький кіш Слобідської України. Спочатку був створений (на гроші французької місії) тільки Перший курінь червоних гайдамаків з 170—180 добровольців.
24 грудня 1917 (6 січня 1918) року ліві революціонери (більшовики і анархісти) вирішили «спробувати» українську оборону промислового міста Олександрівськ. Матроський загін, який прибув з Криму (командир матрос А. Мокроусов), підбив місцевих червоногвардійців на спільний виступ. Бої в місті проходили протягом трьох днів, причому два полки УНР виступили проти червоних в союзі з донськими козаками, які рухалися з боями на схід — додому. Повстання було розгромлене, а матроський загін змушений був повернутися до Криму. Лише 15 січня частини Антонова-Овсієнка, анархісти і червоногвардійці при повторному штурмі змогли захопити Олександрівськ.
8—10 січня 1918 року червоні війська Антонова-Овсієнка захопили найбільші промислові центри Донеччини: Луганськ і Маріуполь.
26 грудня 1917 (8 січня 1918) року у Катеринославі місцеві червоногвардійці хитрістю захопили в українських солдат броньовик і заховали його на одному із заводів. Саме цей інцидент став причиною наполегливих вуличних боїв в Катеринославі 9—10 січня. 10 січня в Катеринослав залізницею від Синельникового прибув червоний бронепоїзд і ешелон з харківськими і московськими червоногвардійцями (загін Єгорова в 1500 бійців), що і вирішило результат битви за місто на користь більшовиків. 11 січня війська УНР в Катеринославі капітулювали. Втратою губернського центру Катеринослава почалося відпадання Півдня України від УНР.
Група Сабліна (близько 2 тисяч багнетів), наступаючи від Луганська, до 26 грудня 1917 (8 січня 1918) року вийшла до кордонів Донської області, просунувшись до станції Дебальцеве, але на цій станції загін Черенцова розгромив червоногвардійців, після чого тиск червоних на Ростов — Таганрог ослаб.
27 грудня 1917 (9 січня 1918) червоні солдати-фронтовики, які вже стали господарями Луцька і його околиць, захоплюють місто Рівне, де спішно створюють свій новий революційний центр — радянський штаб Південно-Західного фронту. Але 150 солдатів УНР із загону прапорщика Куща 13 січня відвоювали Рівне і заарештували самозваний штаб.
17 січня 1918 року Порш віддав накази про негайну демобілізацію українських частин регулярної армії, розпуск частини старої армії і про ліквідацію офіцерських чинів в армії УНР. Все це робилося для того, щоб показати Леніну революційність і миролюбність уряду УНР. Планувався перехід армії на міліційну систему і створення української армії за зразком кантональній швейцарської міліції. В умовах війни цей наказ був рівносильний повній капітуляції. Разом з тим наказ про демобілізацію армії був авансом країнам німецького блоку і вів до розриву відносин з країнами Антанти.
У той же час, в ніч з 17 на 18 січня 1918 року, сталася великомасштабна військова акція в Києві — роззброєння частинами УНР робітників-червоногвардійців київських заводів: «Арсенал», «Ауто», Снарядного, Деміївського, Суднобудівного та інших. Були вилучені тисячі гвинтівок, десятки кулеметів, які повинні були ось-ось «заговорити». Заарештовано понад 200 організаторів повстання, захоплена друкарня газети більшовиків «Пролетарська думка». Якби не було цієї акції, майбутнє повстання більшовиків у Києві було б більш успішним і очевидно смертельним для Центральної Ради.
На Лівобережжі війська більшовиків швидко рухалися до Києва за двома залізничним гілкам — Полтавської і Чернігівської. Головний загін, під командуванням Муравйова, рушив на бронепоїзді від Харкова до Полтави. Так отримали своє реальне втілення плани Муравйова з розгортання «ешелонної» війни проти УНР.
За два дні до початку червоними бойових дій в напрямку Полтави за наказом Порша частини двох українських полків в кількості 1800 багнетів були викликані з Полтави до Києва, через необхідність військ для роззброєння заводів. У самій Полтаві залишилося всього не більше 600 багнетів, що підкорялися УНР. Міністр не віддав жодних наказів щодо можливої оборони центру губернії — Полтави або навіть форми опору росіянам. Нападу червоних в Полтаві ніхто не чекав. Розвідки у армії УНР і зовсім не було. І коли 19 січня 1918 року війська Муравйова вивантажували на полтавському вокзалі, несподівано увірвалися в місто, їм не було надано реального опору. У короткому бою проти полтавських юнкерів УНР був убитий один червоногвардієць, а кілька сот українських юнкерів були полонені. У Полтаві армії Муравйова і Єгорова об'єдналися для походу на Київ.
6 січня (19 січня) 1918 року червоний загін Кудинського, який прибув з Росії, розбивши українську оборону у прикордонній станції Хутір Михайлівський, увійшов до Чернігівської губернії, що входила до складу УНР. Загону Кудинського ставилося завдання пробитися через Черкаси на Правобережжі України і вийти до Києва з півдня від Фастова. Але загін не зміг виконати цього завдання через його відправки на фронт проти білокозаків. 20 січня відбувся бій червоних загонів Муравйова (до 3 тисяч багнетів) проти місцевого українського гарнізону (500 багнетів) в містечку Костянтиноград, який закінчився капітуляцією військ УНР.
У ніч на 22 січня 1918 року Центральна Рада, під тиском фракції українських есерів, прийняла знаменитий Четвертий універсал.
22—23 січня 1918 року почались бої, за участю місцевих червоногвардійців, поновилися і привели до захоплення невеликих містечок Конотопа і Кролевця, а також і полону до тисячі солдат-українців. Деякі частини УНР в Ніжині та Чернігові вирішили оголосити повний нейтралітет і вільно пропускали через свої пункти червоні частини. Після цих невдач стало ясно, що малочисельні війська УНР на Лівобережжі України повністю розгромлені і на величезній території Чернігівщини і Полтавщини «надійних» бійців залишилося до 500 осіб (на Чернігівщині) і до 200 (на Полтавщині). Ці сили не складали серйозної перешкоди для наступаючих на Київ військ Муравйова.
Одночасно з просування більшовиків зі сходу на Київ, на столицю УНР із заходу втретє рушив 2-й гвардійський корпус. 23 січня 1918 року бунтівний корпус увірвався до Вінниці і Вапнярки. Тоді ж частини більшовицької Окремої і 11-ї армій, прямуючи з фронту, з району Проскурова на Київ, також спробували захопити Шепетівку. Цій групі пощастило більше — бунтівні солдати змогли зайняти Шепетівку і Жмеринку, але розвинути наступ на Київ вже були не в змозі. Більшість солдатів розійшлися по домівках або розчинилися в українській провінції. Солдатські групи, які ще вчора на мітингах ратували за світову революцію, в січні 1918 року перетворилися на групи мародерів.
З 23 січня 1918 року в Києві вже відкрито говорили про неминучість здачі міста наступаючим червоним частинам. У ці дні прем'єр-міністр УНР Винниченко вирішив піти у відставку. Його план пошуку компромісів просто не спрацьовував.
На час проголошення Четвертого Універсалу війська УНР втратили Східну Україну: Харківщину, Полтавщину, Катеринославщину, східну Чернігівщину. 25 січня частини Муравйова вступили в нетривалі бої під станцією Решетилівка і у містечка Ромодан та Миргород з відступаючим (по Полтавській залізниці) нечисленним загоном гайдамаків Волоха в 150 багнетів і шабель.
26 січня на станції Гребінка провела наступ Харківська колона червоних. Після тригодинного бою гайдамаки Волоха відступили, не в силах відбити напад 1 тисячі червоних.
Увечері 26 січня 1918 року почався більшовицький заколот у Одесі. Загони Червоної гвардії і солдати-більшовики (3 тисячі чоловік) зайняли телеграф, телефон, вокзал, пошту, банк, арсенал, штаб округу. 27 січня командування одеських гайдамацьких частин УНР пред'явило ультиматум більшовицькому ревкому Одеси: звільнити штаб округу, вокзал та інші об'єкти, запропонувавши передати владу коаліційному міському управлінню за участю представників Центральної Ради.
Вранці 28 січня розпочався загальний наступ частин УНР (до 3 тисяч бійців) на центр міста і вокзал, які знаходилися в руках більшовиків. До 31 січня в Одесі проходили вуличні бої, причому частинам УНР вдалося відтіснити більшовиків з більшості міських кварталів. Але більшовиків підтримали революційні матроські загони (2 тисячі бійців), артилерія крейсера «Ростислав» і бронепоїзди. 30 січня частини УНР попросили перемир'я, і незабаром був підписаний договір про виведення військ УНР з Одеси. Однак на станції Роздільна залишки одеських частин УНР, які за договором покинули Одесу, були зупинені червоним загоном і роззброєні. 28 січня 1918 року Аккерман (нині Білгород-Дністровський), яким керував місцевий міський есерівський рада, зайняли війська Центральної Ради, але вже через два дні стався солдатський виступ, і в місті затвердилася влада більшовиків.
28 січня у Єлизаветград прибув великий анархістський загін Марусі Никифорової (400 багнетів) і загін солдатів, що знаходяться під впливом більшовиків (300 багнетів). Спільно з місцевою Червоною гвардією (500 багнетів) ці загони швидко захопили владу в місті, заарештувавши представників влади УНР і роззброїли частини вільних козаків та юнкерів. В той же день в Миколаєві місцеві червоноармійці і матроси вирвали ситуацію з під контролю Центральної Ради, а 31 січня влада УНР була ліквідована місцевими більшовиками в Херсоні.
Падіння Одеси, Миколаєва, Єлисаветграда та Херсона знаменувало втрату влади Центральної Ради над всім Півднем України. Від Катеринослава в степу Центральної України поступово просувалися ешелони з червогвардійцями загону Єгорова, які зайняли станції Верхівцеве, Користівка, Знам'янка. Але біля станції Бобринська у Смілі частини УНР зуміли на якийсь час зупинити рух червоних.
Шлях на Київ був відкритий з боку південного сходу, з боку Полтавської залізниці, звідки наступала так звана Перша армія червоних військ Михайла Муравйова і командарма Єгорова у 3500 бійців. Там не було будь-яких значного прикриття українськими військамм. По Чернігівській залізниці 27 січня червоними частинами був захоплений Бахмач — найголовніший залізничний вузол північного сходу України. В ході боїв за Бахмач Дорошенківський полк армії УНР був повністю розбитий. Втрати склали до 200 чоловік і 4 гармати. Шлях на Київ і з боку Чернігівської залізниці для Другої (командарма Берзіна) і Третьої (командарма Кудинського) червоних армій, загальною чисельністю 5 тисяч бійців, став відкритим.
Київ був оголошений у стані облоги, а влада в місті перейшла до особливого коменданту міста, інженера Михайла Ковенка (командиру київських загонів вільних козаків). На Східний фронт з Києва були направлені всі наявні в резерві регулярні і надійні частини, а загальне керівництво мізерними залишками сил УНР на Лівобережжі Дніпра було запропоновано здійснювати отаманові Гайдамацького коша Петлюрі. Його формування виявилося найбоєздатнішим після того, як до складу Гайдамацького коша Слобідської України добровільно записалися ще 148 київських юнкерів.
Зі станції Київ-Товарний юнкери і гайдамаки прибули на приміську станцію Дарниця, де вони захопили 12 гармат зі снарядами, вилучивши їх у колишнього українського артилерійського дивізіону, який відмовився виступити на фронт і саморозпустився. Юнкери розігнали сіру солдатську масу і силою повернули гармати в лад. 29 січня ешелони з юнкерами-гайдамаками виїхали на позиції і увечері того ж дня наблизилися до прифронтової станції Яготин. На цій станції Полтавської залізниці юнкерам знову довелося роззброїти українських солдатів, які, піднявши «бучу», чекали прихід червоних як своїх визволителів. Ешелони з юнкерами рушили на станції Бобрик і Кононівка, де до цього часу зосередилися частини УНР: «Чорні гайдамаки», «Червоні гайдамаки», юнкери, січові стрільці — всього 1400 бійців при 8 гарматах. З цими невеликими силами Петлюра розраховував провести контрнаступ проти червоних на станцію Гребінка, захистити Київ з боку Полтавської залізниці і, при можливості, повернути Полтаву.
У той же час на прикриття Києва з боку Чернігівської залізниці був направлений інший загін київських українських добровольців: сотня студентів (Народного університету і Університету Святого Володимира) та гімназистів, «Курінь смерті» і загін 1-й юнкерській школи — всього до 450 чоловік при одній гарматі і 16 кулеметах (під час бою до них приєдналося ще до 80 вільних козаків). Командування військами УНР прекрасно розуміло, що нечисленними юнацькими тілами не вдасться закрити пролом на Чернігівській залізниці. У розпачі командування юнаків визначило їх завданням стало тільки затримати наступ.
28 січня українські частини прибули на станцію Крути (між Бахмачем і Ніжином), де вже на наступний ранок зустріли червоні війська. Студентська сотня була повна рішучості захистити шлях на Київ, хоча на станцію наступало більше 3 тисячі петроградських та московських червоноармійців та матросів Балтійського флоту. Коли завершився Бій під Крутами — виявилось, що наступ більшовиків на Київ вдалося затримати на 4 дні (цього часу вистачило, щоб Центральна Рада встигла вислати свою делегацію на підписання Брестського миру, за яким Радянська Росія виходила з Першої Світової війни і визнавала УНР незалежною державою) загальні втрати склали 150 чоловік, причому частина жертв — 30 студентів, включаючи Григорія Піпського, потрапили в полон до більшовиків і були пізніше страчені. Більшовики втратили набагато більше.
Відходячи від станції Крути, залишки студентсько-юнкерського ешелону прибули (вранці 30 січня) на станцію Бобрик, де розташувалися основні сили УНР. Залишки «Куреня смерті» Петлюра відправив прикривати Чернігівську дорогу, а гімназистів і юнкерів направив до Києва — проти організованого більшовтками повстання яке почалося на заводі Арсенал.
Тоді ж проходив бій біля станції Кононівка, де 180 українців зіткнулися з частиною 1-ї армії Єгорова в 1100 чоловік, що складалася з донецьких і харківських червоногвардійців. У 20-градусний мороз гайдамаки окопалися і приготувалися до оборони. Червоні змогли оточити станцію, а гайдамакам і стрільцям нічого не залишалося, як сісти на потяг і, підірвавши позаду себе залізничний міст через річку, виїхати в сусідній Яготин, що знаходиться в 90 кілометрах від Києва. До цього часу вже був отриманий наказ про негайне повернення до Києва для ліквідації повстання, що ставило на меті повалення влади Української Народної Респубіки
31 січня під Яготин прибув Михайло Муравйов зі своїм штабом, червоними частинами і надісланим підкріпленням — бронепоїздом матроса Полупанова. Два підірваних мости через річки червоні відновили за декілька днів, що дало можливість військам УНР відірватися від червоних. Деякий опір наступаючим чинився на річці Трубіж. У цьому районі червоні війська увійшли в зіткнення з частинами чехословацького корпусу, проте частини корпусу заявили про свій нейтралітет і просто пропустили Муравйова до Києва.
Але шлях частинам УНР на Київ відрізало нове повстання ще вчора повністю надійного українського полку імені Наливайка в Броварах. Солдати полку заарештували своїх офіцерів, підняли червоний прапор і готувалися не допустити Симона Петлюру до Києва. Але під час зборів солдатів бунтівного полку 150 січовиків загону Петлюри непомітно оточили казарми і роззброїли величезну «бунтарську» силу — до 1300 солдатів при 8 гарматах і 75 кулеметах. Війська УНР розігнали роззброєних. 60 осіб з бунтівного Наливайківського полку перейшло на сторону УНР, решта були розпущені по домівках.
24—31 січня 1918 року, зі змінним успіхом, проходили бої за володіння містом і важливою вузловою станцією Кременчук. 28 січня «Московський революційний загін» (частина військ Муравйова), просуваючись по залізниці, від Гребінки, захопив Черкаси і вийшов в тил УНР — на правобережжя Дніпра. Однак, дійшовши до містечка Сміла, він зазнав несподіваної атаки українців і втік з правобережжя, втративши Черкаси.
29 січня 1918 року почалось повстання більшовиків у Києві, яке вдалося придушити аж ранком 4 лютого. Втрати більшовиків унаслідок боїв склали 1 800 бійців.

## Вступ у війну союзників (лютий 1918)
Незабаром більшовики отримали і мобільний ударний загін для боротьби проти військ Ради на заході від Києва — загін В. Кіквідзе (лівого есера) в 1300 багнетів, 200 шабель, 6 гармат. 1 лютого 1918 року цей загін захопив Бердичів, а на наступний день вступив в місто Рівне, який тільки за 6 днів до цього відвоювали у червоних фронтовиків частини УНР. Тил армії УНР був повністю зруйнований.
Окремі частини УНР ще знаходилися в анклавах, відрізані від Києва: у Житомирі, Кам'янець-Подільському, Сарнах, Смілі, Старокостянтинові, Балті (5-6 тисяч багнетів і шабель). Але ці частини виявилися паралізовані відсутністю зв'язку, розвідки, інформації, єдиного командування. У число озброєних сил УНР необхідно занести й ізольовані один від одного невеликі добровольчі загони вільних козаків півдня Київщини, Херсонщини, Поділля, які представляли значну силу в 10-13 тисяч багнетів і шабель. Але і вони не були організовані і залучені командуванням до вирішальних боїв.
На 5 лютого 1918 року влада Української Центральної Ради поширювалася тільки на Київщину, на окремі повіти Волинської і Подільської губерній. Наступам червоних в Києві могли протистояти тільки 1700 бійців дев'яти республіканських українських з'єднань при 17 гарматах.
Населення Києва на початку 1918 року складалося з 450 тисяч жителів, проте більшість людей і тисячі офіцерів-киян відсторонено і приречено дивилися на події, передавши своє майбутнє в руки кількох тисяч бійців.
5 лютого російсько-більшовицькі війська Муравйова почали штурм Києва. Три дні йшли важкі бої за місто, але переважаючі червоні війська в 7 000 бійців змогли 8 лютого захопити місто. Українці зазнали великих втрат, 500 бійців було вбито і поранено в боях, близько 3 000 киян було захоплено, а потім розстріляно. Більшовики втратили близько 1 000 бійців вбитими і пораненими.
На наступний день після відступу з Києва основна колона військ УНР разом з урядом і депутатами Центральною Радою заночувала в селі Гнатівка, в 25 кілометрах від Києва. Частина полку імені Полуботка пішла в містечко Васильків, а гайдамаки Петлюри і вільні козаки (400 багнетів при 6 гарматах) відійшли в село Шпитьки. Петлюра відмовився з'єднатися з частинами УНР і підкорятися владі військового відомства УНР, заявивши, що гайдамаки лише «партизансько-добровольчі» частини зі своїми завданнями і цілями і знаходяться в «союзі» з частинами УНР. Петлюра сподівався розгорнути Слобідський кош в трьохтисячне «ударно-партизанське» формування за рахунок перебіжчиків з регулярних частин.
У Гнатівці, разом з відданими Центральній Раді частинами (2 тисячі багнетів і шабель) виявилося безліч чиновників і більше 300 солдатів із нейтральних частин, які були вигнані більшовиками з Києва. Не в силах організувати, прогодувати таку кількість людей, надати їм патрони, амуніцію командування вирішило демобілізувати нестійку частину «армії» і відібрати стійких добровольців в єдину боєздатну «Запорізьку бригаду». Командувати новосформованої бригадою в 1400 багнетів і 100 шабель з 12 гарматами був призначений генерал Костянтин Прісовський. Січові стрільці — галичани залишилися окремою частиною, «Січовим куренем» в 330 чоловік. З 9 іменних полків УНР залишилося трохи більше 800 бійців, більше 500 солдатів з цих полків було демобілізований.
9 лютого 1918 року, через складні умови війни УНР підписало з Німецькою імперією, Австро-Угорською імперією, Османською імперією і Болгарським царством Берестейський мир. За цим договором: УНР виходила з Першої світової війни; УНР було визнано незалежною, рівноправною державою; Холмщина та Підляшшя увійшли до складу УНР; Німецька імперія і Австро-Угорська імперія зобов'язувались допомогти УЦР звільнити територію УНР від більшовиків; УНР зобов'язалась постачати в Німецькій імперії та Австро-Угорській імперії їжу, яка була потрібна для населення.
У Києві були покинуті Генеральний штаб, штаб протибільшовицького фронту і військове міністерство (військовий міністр Порш зник). У Гнатівці 10 лютого був затверджений новий в.о. військового міністра УНР — підполковник Олександр Жуківський і новий начальник Генерального штабу — генерал Олександр Осецький.

Вранці 10 лютого прем'єр оголосив військам: 
|  | «... вчора вранці був підписаний справедливий мир між Україною і країнами німецького блоку!» |

Це повідомлення викликало радість солдатів, чотирирічна кривава війна, здавалося, була закінчена. Однак колишній прем'єр Винниченко, в знак протесту проти союзу з німцями, відчуваючи постійну небезпеку з боку більшовиків і не вірячи в перемогу, втік з дружиною з Житомира, змінивши прізвище і зовнішність. Незадоволений договором був і Петлюра.
Цим же ранком, 10 лютого, колона військ з Гнатівки рушила прискореним маршем по дорозі в напрямку на Житомир, де, за даними командування, ще зберігалася українська влада в особі командувача Південно-Західним українським фронтом прапорщика Кучері і його частини: 1-ї бригади в 650 багнетів, 230 багнетів — житомирських юнкерів, 180 багнетів — залишки Одеської республіканської дивізії.
У Житомирі перебувала нейтральна чехословацька дивізія в 8 тисяч солдатів (союзна Антанті), яка, після звістки про союз УНР з Німеччиною, стала проявляти ворожість до українських частин і лякала непередбачуваністю своїх дій. Вже 11 лютого було вирішено відійти головними силами республіканців з Житомира, де небезпеку представляли як чехословаки — союзники Антанти, так і міська дума, яка була проти перебування Ради в Житомирі. Війська Центральної Ради спрямувалися на північний захід, розраховуючи на допомогу частин Польського корпусу, що повстав проти більшовиків в Білорусі і бився з червоними під Мозиром.
Українські війська рушили в напрямку Коростеня для того щоб сховатися від можливого переслідування червоних у більш віддаленому місці, в глухому Поліссі. 13 лютого Коростень зайняли Січові Стрільці, на наступний день в містечко прибула Центральна Рада і Запорізька бригада. Далі, залишивши частини прикриття в Коростені, Центральна Рада, січовики і гайдамаки на поїздах перебралися в Олевськ. Загін Петлюри попрямував в Овруч і Новоград-Волинський, а Центральна Рада і січовики відбули далі на захід, в Сарни. В районі Сарн у самого німецько-українського фронту стояла республіканська бригада. Діячі Ради сподівалися, з'єднавшись з цими військами, протриматися в Сарнах до вступу на українську територію німецьких військ.
Утриманню Волині за Центральною Радою сприяв повний розвал червоних військ. Фронтовики вважали (зі слів більшовиків-агітаторів), що власті УНР продовжують війну з німцями, роззброюють солдатів і не пропускають їх до Росії. Тому проти УНР у них було упередження. Але коли Київ був узятий червоними, а в Бересті був підписаний мир, вже нічого не тримало російських солдатів в Україні. 2-й корпус припинив своє існування (15 лютого 1918 року), не залишивши жодного солдата більшовикам. Пробившись через Фастів до Києва вже після його захоплення армією Муравйова, цей корпус розчинився в місті або здебільшого спішно виїхав на схід. Сама армія Муравйова поріділа на 80 %. Весь загін Берзіна і частина загону Єгорова самодемобілізувались. У Києві до середини лютого залишалося всього 2-2,5 тисячі червоних солдатів. Та й то ці частини були розкладені, практично не підпорядковувалися наказам командування. Те ж відбулося з червоними фронтовиками, які захопили Луцьк.
17 лютого 1918 року українські частини почали наступ на червоних, які засіли в Бердичеві і прагнули захопити Житомир. Однак зустрічний бій за Бердичів між червоним загоном Кіквідзе і частинами Запорізької бригади не приніс очікуваної республіканцями перемоги. 19 лютого в Сарни (кінцевий пункт відступу) прибула Центральна Рада.
18 лютого 1918 року на боці УНР у війну входить Німецька імперія, 25 лютого — Австро-Угорщина. 19 лютого 1918 року німецькі війська увійшли до Луцька і Рівного, 21 лютого — Новоград-Волинського. 21 лютого 1918 року Рівне займають частини УНР.
Але поки німецькі війська ще перебували в прифронтовій зоні, українське командування вирішило самостійно силами лише Запорізької бригади в тисячу бійців, захопити Житомирщину, розбивши червоний загін Кіквідзе, який засів у Бердичеві. Боротьба з цим загоном, який був єдиною боєздатною червоною частиною на захід від Києва, було питанням честі для українців. Їм потрібно було взяти Житомир і Бердичів ще до приходу німецьких частин, щоб показати військову міць УНР, бойовий потенціал української армії. Адже необхідно було змусити німців поважати армію і уряд УНР.
Запорожці генерала Прісовського 21 лютого 1918 року атакували Житомир, який обороняли розрізнені частини 7-ї більшовизовані армії, і до 23 лютого зайняли місто. Далі частини запоріжців ударили по Бердичеву, який обороняли не тільки деморалізовані загони 7-ї армії, але і група Кіквідзе. В Житомир, куди переїхав штаб Запорізької бригади, для військового коригування операцій прибули німецькі поручники і українські генерали: Бронський (представник армії УНР при німецькому штабі) і Натієв.
Австро-угорські війська 25 лютого 1918 року теж увійшли до УНР, перейшовши прикордонні річки Збруч і Дністер, і вже 28 лютого зайняли міста Кам'янець-Подільський і Хотин. У середині лютого 1918 року в районі Кам'янця-Подільського проходили бої 12-й українізованою дивізії П. Єрошевича проти наступаючих на місто залишків 12-го більшовицького корпусу і 3-го Кавказького корпусу. Українські війська розбили фронтових більшовиків і встановили свій контроль над Кам'янець-Подільським повітом, чим полегшили просування по території Поділля австрійських військ. Австрійські військові сили, наступаючи на одеському напрямі — уздовж залізниці Львів — Тернопіль — Жмеринка — Вапнярка, швидко окупували Поділля, зустрівши лише невеликий опір червоних фронтовиків у Вінниці і Жмеринці.
Після боїв під Бердичевом частини гайдамаків були відведені до Коростеня, а частини запорожців висувалися в авангарді наступаючих німецьких військ у напрямку Козятин — Фастів — Київ. Ще одна група військ УНР рухалася по шосе Житомир — Київ.
Знаючи, що німці готують урочистий вступ до Києва, отаман Гайдамацького коша Петлюра зажадав від українського командування дати можливість гайдамакам першими увійти до Києва. У містечку Малин на нараді українських командирів у зв'язку з цим питанням виник гострий конфлікт між Петлюрою, прем'єром Голубовичем і новим військовим міністром Жуковським. Прем'єр і військовий міністр були категорично проти пропозиції Петлюри, вважаючи, що до Києва першими повинні увійти основні сили — німці. Саме їм призначався цей тріумф, і українські політики боялися образити своїх союзників. Але за наказом Петлюри один з його командирів — отаман Волох, розвернув кулемети гайдамак прямим наведенням на вікна міністерського вагону і зажадав згоди на вступ гайдамак до Києва, погрожуючи військовим переворотом, який можуть вчинити гайдамаки. Таким чином згоду прем'єра і військового міністра було отримано, і загін Петлюри спрямувався на Київ вздовж залізниці, випереджаючи на 8-10 годин рух німецьких сил.
Перший бій за столицю стався біля станцій Бухтіївка і Бородянка. Результатом бою був відхід червоних на станцію Ірпінь. Бої біля станцій Ірпінь і Буча знов звели гайдамак із загоном Кіквідзе, який, використовуючи вогонь важкої артилерії, намагався контратакувати. Але гайдамаки зуміли перекинути наступ і перехопити ініціативу.
Штаб оборони радянського Києва на чолі з Примаковим в ніч на 30 лютого втік з міста, передавши владу демократичній міській думі і грузинській озброєній дружині. Залишивши Київ, частини червоних зайняли позиції на лівому березі Дніпра, але загальна їх чисельність виявилася мізерною — приблизно 800 бійців при двох гарматах покинули Київ. Радянський уряд України втік у Полтаву. Але вже 10 березня 1918 року, побоюючись падіння Полтави, він рушив ще далі на південь — до Катеринослава.

## Початок українського контрнаступу (березень 1918)
1 березня 1918 року передові загони армії УНР — гайдамаки, січові стрільці та запорожці, вступили на західні околиці Києва. На наступний день Петлюра влаштував парад на Софійській площі Києва, по якій маршем пройшли війська, що увійшли в місто. При великому скупченні народу єпископом був проведений молебень на честь вигнання більшовиків. Парад закінчився проведенням по площі колони полонених радянських солдатів.
На наступний день до Києва прибули німецькі війська, уряд УНР, Центральна Рада. Вступ гайдамаків Петлюри до столиці і їх несанкціонований парад вивели керівництво Ради і німців з себе (Петлюра був прихильником Антанти). Прем'єр Голубович добився повного усунення від війська Петлюри. Петлюра був звільнений від командування гайдамаками (з цього часу і аж до середини листопада 1918 року Петлюра залишався цивільним, приватною особою, поза армією і великої політики). Гайдамаки ж, загубивши «партизанський» статус, були зведені в 3-й Гайдамацький піший полк і переведені під командування колишнього царського полковника Сікевича. Їх вивели подалі від Києва — на більшовицький фронт.
Австро-німецька армія і українські війська швидко і майже безперешкодно просувалися на схід по лініях залізниць. В авангарді австро-німецьких військ на Полтавському напрямку діяла Запорізька дивізія армії УНР (близько 8 тисяч багнетів).
Таким чином, Правобережна Україна повернулася під контроль УНР практично без бою. Цілі повіти півдня Київщини і півночі Херсонщини контролювала українська міліція вільних козаків, яка підривала червоний тил і робила неможливим використання більшовиками ресурсів села. У лютому 1918 року керівництво вільним козацтвом перехопив член Центральної Ради Юрій Тютюнник — керівник штабу Звенигородського коша козацтва (найсильнішої формації вільних козаків). Він створив революційний комітет, який захопив владу в Звенигородському повіті і мобілізував населення на боротьбу з більшовиками. Навколо Тютюнника зібралося до 8 тисяч козаків і селян. В кінці лютого 1918 року Звенигородський кіш роззброїв залишилися в строю частини 2-го гвардійського (більшовицького) корпусу, захопив станцію Бірзула, перервавши тим самим зв'язок Києва з арміями Муравйова. 6 березня загін звенигородських вільних козаків вибив більшовиків зі станції Бобринська. Вільні козаки встановили контроль над величезною територією Центру України між Каневом — ст. Христинівка — ст. Помічна — ст. Знам'янка. Вільні козаки надали допомогу армії УНР в середині березня 1918 року в боях з червоними на Полтавщині і Чернігівщині.
Однак в кінці березня 1918 року за вимогу німецького командування почалося роззброєння загонів вільних козаків, а незабаром вийшов указ Центральної Ради про демобілізацію (заборону) формувань вільних козаків.
Нікчемні радянські сили опору не представляли серйозної перешкоди для наступу українських та австро-німецьких військ. Революційні частини могли лише загальмувати просування на схід на декілька днів.
3 березня 1918 року австрійські війська, захопивши Поділля, вийшли до Балти, де концентрувалися окремі загони армії УНР. Поява у Балти австрійських частин загрожувало тилам Південних армій. Командарм Південних радянських армій Муравйов наказав частинам 3-й Одеської армії зупинити просування австро-німецьких військ уздовж лінії Південно-Західної залізниці та закрити фронт Дністер — Бірзула — ст. Помічна — ст. Знам'янка, і все це було наказано зробити силами 4 000 червоногвардійців.
5 — 7 березня проходили бої між червоними і австро-угорською армією біля станцій Слобідка і Бірзула. У цих боях австрійці втратили убитими більше 500 солдатів і офіцерів. Нечисленні і слабо організовані частини Одеської армії не могли протистояти регулярній армії противника і відступили, відкривши тим самим шлях на Одесу. А в Одесі на початку березня проходили стихійні солдатські заворушення, які супроводжуються погромами магазинів і винних складів. Демонстрацію одеситів, які вимагали припинення війни і влади Установчих зборів, війська Муравйова розігнали кулеметним вогнем.
Австрійські війська, захопивши станцію Бірзула (червоною обороною Бірзули командував матрос-анархіст Железняк — А. Железняков, «ліквідатор» Засновницьких зборів), вдарили по станції Роздільна, що знаходиться в годині їзди від Одеси. Стало ясно, що Одесу більшовикам не втримати. Загальна мобілізація, оголошена більшовиками в Одесі, не дала очікуваних результатів, а бойові дружини робітників і членів партії були нечисленні. На 630-тисячне місто знайшлося лише близько тисячі червоних добровольців, в тому числі загони анархістів, лівих есерів і батальйон китайців під керівництвом Йони Якіра. Захисники Одеського району не могли чинити значного опору наступаючим на Одесу 3-й піхотній і 2-й кавалерійській дивізіям 12-го корпусу австрійської армії. Командарм Муравйов роздратовано констатував: «Захист Одеси став неможливим. Місто дало всього 500 червоноармійців, в той час як в місті було 120 тисяч пролетарів», а «регулярні війська відмовляються воювати».
10 березня 1918 року керівництво українських більшовиків виїхало з Полтави в Катеринослав, зважаючи на небезпеку здачі Полтави і внутрішнього конфлікту. До цього часу секретарі дізналися про підписання ленінським урядом Брестського договору з Німеччиною, за яким Радянська Україна «поступається» Центральній Раді і австро-німецьким військам. Частина секретарів (Є. Бош, Г. П'ятаков) були шоковані цим повідомленням і відмовилися від своїх постів, вирішивши піти на фронт простими політробітниками. Їх незгоду з ленінським планом викликало урядову кризу в Радянській Україні.
Амбіційний Антонов-Овсієнко прагнув до встановлення режиму червоної військової диктатури, і гострий військовий конфлікт сприяв цьому. Антонов-Овсієнко запропонував більшовицькому керівництву негайно створити військовий союз «радянських республік Півдня»: України, Одеської та Донецько-Криворізької республік, Кримської області. Але Одеська, Донецько-Криворізька республіки і Крим не визнали пріоритету центральної влади за Народним секретаріатом і вирішили діяти самостійно. Антонов-Овсієнко призначив лівого есера Ю. Сабліна командувачем 4-ю армією, лівого есера В. Кіквідзе — командуючим Полтавським фронтом, більшовика Примакова — командувачем Бахмацьким фронтом, Коляденка — командувачем Знам'янський фронтом. Але В. Кіквідзе дуже скоро вийшов з командування через важку контузію, отриману в бою за Гребінку.
11 березня 1918 року радянські війська покинули оборонні позиції в 10 кілометрах від міста і бігли до Одеси. Ленін гостро цікавився становищем оборони Одеси, пропонуючи вигнати населення міста для риття окопів і продовжувати оборону. Одеська рада запропонувала здати місто без бою (296 голосів за евакуацію, 77 — проти), посилаючись на пасивність мас. Румчерод також визнав оборону Одеси марною. Муравйов був змушений віддати наказ про відступ, наказавши «…при наближенні до Одеси ворога відкрити вогонь всіма гарматами по буржуазній і національній частині міста і зруйнувати її». Муравйов тільки повторював вимоги Леніна про необхідність знищення всіх цінностей, які неможливо буде вивезти перед приходом німців. Однак цей жахливий план не був виконаний через панічну і хаотичну евакуацію червоних військ. Міська дума 12 березня взяла на себе владу в Одесі і домовилася з австрійським командуванням про безперешкодну евакуацію червоних армій. На наступний день частини австрійських військ під керівництвом генерала Коша без бою зайняли покинуте більшовиками місто.
Німецьке командування планувало відрізати нечисленні червоні армії в Україні від Росії і, відтіснивши їх до центру України, знищити. Вже до 12 березня німецькі війська зайняли Черкаси, Золотоношу, Чернігів, загрожуючи оточенням арміям Муравйова, відступаючим з-під Одеси. Муравйов, кинувши військо напризволяще, втік до Москви. 1-а революційна армія (сформована в березні 1918 року під керівництвом П. Єгорова) рушила з району Одеси до району Кривий Ріг — Знам'янка. Незабаром командування 1, 2 і 3-й революційних армій перейняв на себе командарм першої армії П. Єгоров. Ці армії обороняли підступи до нової «столиці» Радянської України — Катеринослава.
За своєю чисельністю і бойового спорядження південні армії не дотягували навіть до регулярних полків. Так, 2-а революційна армія була збита з різномастих малодісціплінірованних частин (загону Котовського, китайського батальйону, загону катеринославських червоноармійців, загону фронтових солдатів), що складають всього близько однієї тисячі бійців (командир Є. Венедиктов). 3-я революційна армія (Одеська) під командуванням лівого есера П. Лазарєва складалася з 2,5 тисяч бійців.
Знаючи про «якості» своїх військ, Антонов-Овсієнко думав «притягнути» в Україні радянські війська з Росії. Але він зміг добитися тільки направлення в допомогу нечисленних загонів Р. Сіверса і Ю. Сабліна з Донської області, загальна чисельність яких склала всього трохи більше 3 тисяч бійців. Колона Р. Сіверса (до 2 тисяч багнетів) була перекинута з Дона для утримання Чернігівщини, але запізнилася. Чернігів був зданий німецьким військам вже 12 березня. Після здачі Чернігова армія Сіверса була направлена в район стратегічної станції Бахмач (схід Чернігівщини), куди вже до 13 березня безперешкодно підійшли німецькі сили. Зайнявши оборону навколо Бахмача, загін Сіверса отримав назву 5-й революційної армії (складалася приблизно з 3,5 тисячі багнетів, збільшилася за рахунок приєднання до загону Сіверса частин сербських і чеських найманців, петроградських, харківських і вінницьких червоногвардійців, загону червоного, козацтва). З цими невеликими силами 5-я армія намагалася зупинити наступ німецьких ешелонів Північної колони (27-й німецький корпус) і окремих загонів армії УНР, прикриваючи шлях на Новгород-Сіверський і Глухів. Однак ці, вже побували в серйозних боях, пошарпані загони всіляко прагнули не вступати в бої з німецькими та австрійськими регулярними частинами.
Частини австрійської армії (25-й і 27-й корпуси) наступали в двох напрямках, прагнучи вийти в тил червоної оборони з півдня, з Херсонщини: 1-а група наступала на Козятин — ст. Бобринський — ст. Знам'янка — Катеринослав; 2-а — на Миколаїв — Херсон — Вознесенськ — Олександрівськ. Невеликі загони армії УНР наступали попереду колони австрійських військ на станції Бобринська і Знам'янка.
16 березня австрійські і німецькі війська, вийшовши до річки Південний Буг, наблизилися до Миколаєва. На березі Бугу відбувся бій австрійців з миколаївськими червоногвардійцями, які на день затримали їх просування. Але вже 17 березня Миколаїв впав, при чому міська дума Миколаєва (напередодні захопила владу) вітала вступ австро-угорських військ. Але незабаром миколаївська організація солдатів-фронтовиків, більшовики і місцеві робітники підняли заколот проти австрійської армії. Приводом до нього послужив наказ австрійського командування про роззброєння населення, а також звістка про початок в сусідньому Херсоні антиавстрійського повстання. Заколотники, отримавши допомогу від матросів з Криму, змогли захопити більшу частину міста і протриматися чотири дні.
Міська дума Херсона і Українська Рада Херсона запросили австрійські і німецькі війська вступити в місто, яке до цього часу вже було зайняте трьома сотнями дружинників, що підкорялися міській думі. 19 березня австрійські частини стали входити до Херсона, але на наступний день у ньому почалося повстання солдат-фронтовиків проти австрійських військ, яке підтримали вогнем кораблі радянської Дніпровської флотилії. У бій вступили і прибулі з Криму загони моряків на чолі з анархістом А. Мокроусовим, загін іноземних більшовиків. Заколотники захопили думу і вокзал, витіснили інтервентів на околиці міста. Тільки до 5 квітня 1918 року більшовицький заколот був остаточно придушений. Заколоти в Миколаєві і Херсоні затримали просування австро-угорських військ в Північну Таврію і до Олександрівська. Втрати союзників в ході повстань склали близько 2 тисяч осіб, що перевищило їх загальні втрати за весь час боїв на Правобережній Україні. Однак це був стихійний опір, не підготовлені заколотники розбіглися, внаслідок паніки свого керівництва, яке не змогло організувати ні оборону, ні мобілізацію населення.
Чехословацький корпус, не встигнув евакуюватися з українських земель і до приходу німців змушений був також вплутатися в бій біля станції Бахмач, прийнявши на себе частину німецького удару. Скрипник тоді телеграфував в Центр: «Чехословаки борються з німцями добре, але тримаються двозначно по відношенню до гайдамаків, пропускаючи їх повз себе, фронтові частини в загальній масі не дієздатні». Недієздатність всієї армії вилилася в здачу Бахмача 15 березня 1918 роки (після першого ж бою з головними німецькими силами) і втечу більшовицької армії в напрямку на південний схід, до містечка Ромни і далі до кордону Росії, до Путивля, зосередившись на уявній обороні цього району Росії. У північно-східному районі Чернігівщини, біля Новозибкова, нечисленним загонам Берзіна і Ремньова (1,5 тисячі багнетів) наказано було стримувати німецькі війська. Але вони вже не представляли будь-якої бойової сили, розклалися, тероризуючи місцеве населення, відступали при появі сил супротивника.
18 березня німецькі сили намагалися зупинити луганські червоногвардійці під керівництвом Клима Ворошилова, які прагнули втримати Конотоп, щоб не підпустити їх до Харкова. Однак і ця перешкода була швидко зметена німецькою армією. 27 березня німецькі частини увійшли в Гадяч.
Тим часом німецькі війська і Запорізька дивізія армії УНР наступали на головному напрямку кампанії — Полтавському. Перші бої із загонами червоних за станцію Яготин показали нездатність і цих більшовицьких частин до оборони, яка, якщо і трималася, то завдяки опору чехословацького загону, що мав один броньовик. Німецькі війська вибили червоних з позицій біля станції, але більшовики, відступаючи, руйнували залізницю, мости, телеграфні стовпи, загальмувавши цим рух союзних армій на схід. Труднощі в боротьбі проти більшовиків для союзників (частин Німеччини, Австро-Угорщини та УНР) полягали, перш за все, в подоланні великих просторів, а не в збройному опорі червоних частин. Більше проблем було з псуванням залізниць, мостів, ніж з революційними арміями. В основному військові зіткнення відбувалися тільки на залізничних магістралях, станціях, вздовж залізниць, по яких рухалися наступаючі. Практично тривала розпочата більшовиками «ешелонна» війна, лише цього разу страждали від неї вже червоні.
У станції Гребінка війська союзників відчули перший серйозний опір, який вчинив зведений загон Кіквідзе, який нараховував до 2800 бійців (загони київських, харківських, гребінківських червоногвардійців, російські загони, бронепоїзд). Два дні червоні, несучи значні втрати, стримували наступ противника. Однак 16 березня, під час боїв біля станції Гребінка, кінний полк запорожців несподівано наскочив на містечко Лубни і залізницею попрямував обхідним шляхом на Полтаву. При наближенні противника в Полтаві почалася паніка і втеча радянських органів влади.
Запанікував і Антонов-Овсієнко, який, кинувши свої армії під Полтавою і Харковом, 18 березня спішно виїхав до Москви, в пошуку екстреної військової допомоги. До цього часу стало ясно, що радянська влада в Україні може протриматися не більше місяця (червоні втратили Бахмач, Конотоп, Гадяч, Золотоношу, Кременчук, Черкаси, південно-західне Причорномор'я). Однак німецькі частини несподівано загальмували свій наступ на Полтаву. Це було пов'язано з тим, що німецьке командування отримало повідомлення про те, що на фронт під Ромодан прибули боєздатні чехословацькі полки і важка артилерія, знята з фортів Севастополя. Німецьке командування вирішило почекати підходу своєї важкої артилерії і основних сил. Тимчасове призупинення німецького наступу була сприйняте червоними командирами, як слабкість і підштовхнула їх до перших контратак.
20 березня більшовики провели контрнаступ, прагнучи відбити Лубни і Гребінку. У Лохвиці на контрудар відважився кінний полк червоних козаків. Але коли приспіли основні німецькі частини, контрнаступ переріс у втечу червоних загонів. В цей час з Москви під Полтаву прибула підмога: загін — «армії товариша Петрова» (близько 2 тисяч багнетів, 3 гармати, 3 броньовики). Але ця «армія» всіляко прагнула в бої не вступати і через десять днів перебування в прифронтовій зоні побігла в глибокий тил, до Воронежа, де її бійці незабаром підняли бунт.
21—22 березня йшли бої за станцію Ромодан. Декілька бронепоїздів і броньовиків червоних, півтори тисячі солдат 4-й революційної «полтавської армії» Ю. Сабліна, а також два чехословацьких полку (2 тисячі багнетів) відбивали наступ німецьких військ. Результатом цих боїв була втрата червоними таких містечок, як Ромодан, Хорол, Миргород, після чого настала черга Полтави. Запорожці атакували місто «в лоб», а німецька кінна дивізія генерала фон дер Гольця ударила у фланг оборони від Кременчука (25 березня німецькі війська увійшли до Кременчука). 28 березня 1918 року німецька центральна колона, разом із Запорізькою дивізією, увірвалася в передмістя Полтави. На наступний день Полтавський полк червоних козаків (до 600 чоловік) під командою І. Бокітько (начальник штабу червоної оборони Полтави) перейшов на бік частин УНР. Батарея полку Бокітька відкрила вогонь по відступившим червоним ешелонам на станції Полтава. Недавні червоні козаки, зірвавши червоні стрічки з папах, наділи нарукавні жовто-блакитні пов'язки і самі вибили залишки червоних з міста. Цей козацький полк увійшов до складу запорожців, але незабаром був розформований по частинах, як малонадійний. Від Полтави німецькі війська і українська дивізія рушили на Харків і станцію Лозова, а 31 березня зайняли станцію Ворожба.
30 березня (за деякими даними 2 квітня) 1918 року Центральна Рада звернулася до Раднаркому Радянської Росії з пропозицією припинити безглузду війну і встановити військове перемир'я. Ленін, боячись реакції з боку Німеччини, дав 3 квітня свою згоду на переговори про мир з Центральною Радою. У квітні 1918 року до «українського питання» в Москві охололи, продовження війни в Україні загрожувало небезпекою продовження військового конфлікту на території Радянської Росії і існуванню ленінського режиму. Але незважаючи на свою «мирну» згоду, Ленін продовжував таємно вимагати від українських і донецьких товаришів продовження безглуздої війни.

## Гетьманський переворот (квітень 1918)
Станом на 1 квітня українсько-німецькі війська зайняли Суми і Охтирку, вийшовши до умовної лінії на українсько-російському кордоні. Отримавши вже в першому зіткненні з противником (під Бахмачем) сильний удар від регулярних німецьких частин, колона-армія Сіверса спішно відступила на Путивль — Вовчанськ — Новий Оскол, не беручи бою з німцями і оголивши фланг Полтавської і Харківської груп, а також стратегічну залізничну колію на Куп'янськ — Ростов. В цьому напрямку німецьке командування висунуло піхотну і кавалерійську дивізії. Вони прагнули оточити полтавське і харківське угруповання червоних.
Наприкінці березня 1918 року за владою Народного секретаріату Радянської України залишилася тільки територія Донецько-Криворізької республіки, яка мала свій окремий радянський «уряд», що не підкорявся «українським товаришам». Німецькі війська і загони УНР наблизилися до двох найголовніших пролетарських центрів України: Харкова і Катеринослава. Наступ українсько-німецьких військ на Харків розвивався в двох напрямах: обхідному, по лінії кордону з Радянською Росією (Бахмач — Ворожба — Суми — Харків), і лобовому (Полтава — Харків).
Південна колона німецької армії (22-й корпус) рвалася до Катеринослава, оборона якого формувалася з трьох нечисленних армій: 1-ї, 2-ї, 3-ї, які вселяли лідерам більшовиків великі побоювання. 1-а армія розташувалася на підступах до міста, 2-а — у Кривого Рогу, 3-а — біля станції Синельникове. Стан тилу цих армій був плачевним. Фланговий натиск змусив ці три революційні армії вже 2 квітня здати Катеринослав (першою побігла з позицій 2-а армія), а до 7 квітня німецькі війська захопили станцію Синельникове і місто Павлоград, розігнавши залишки трьох революційних армій, які пішли на Лівобережжя України. 1-а революційна армія і послана їй на допомогу нова Резервна армія (командир А. Беленкович) ще намагалися закріпитися спочатку по лівому березі Дніпра, а потім в районі Великий Токмак — Оріхів — Чаплине — Олександрівськ. Але вже до 15 квітня і ці рубежі впали. Шлях до Донбасу для союзників був відкритий. Залишкам радянських армій вдалося відійти до Юзівки, деякий час утримуючи оборону станцій Чаплине і Гришине. До 20 квітня розгромлені загони цих трьох армій відійшли до Маріуполя і Слов'янська.
Особливим завзяттям відрізнялися бої біля станції Родакове на підступах до Луганська 24—26 квітня. Командувач Антонов-Овсієнко вирішив провести контрнаступ і вдарити всіма наявними силами Донецької армії на Ізюмському напрямі на Куп'янськ, сподіваючись запобігти цим можливості повного захоплення німецькими військами Донбасу і Луганська. Але цей контрнаступ закінчився черговим гучним провалом, втечею радянських частин. 24 квітня німецькі війська, захопивши Куп'янськ, Бахмут, Слов'яносербськ, рушили далі — до Старобільська. Нова контратака з боку Луганська на Старобільськ закінчилася втечею радянських військ з фронту. Старобільська група виявилася відкинутою в Донську область Росії, де і була знищена білокозаками.
До 27 квітня Луганськ був евакуйований, а частини, які його обороняли, відступили на Дон до станції Відважна. Німецькі війська захопили станцію Чертково в Донської області, перекривши відступ на Воронеж, погрожуючи повним оточенням Донецького угруповання червоних, у яких виявився тільки один шлях з «мішка» — по гілці залізної дороги на станцію Відважна.

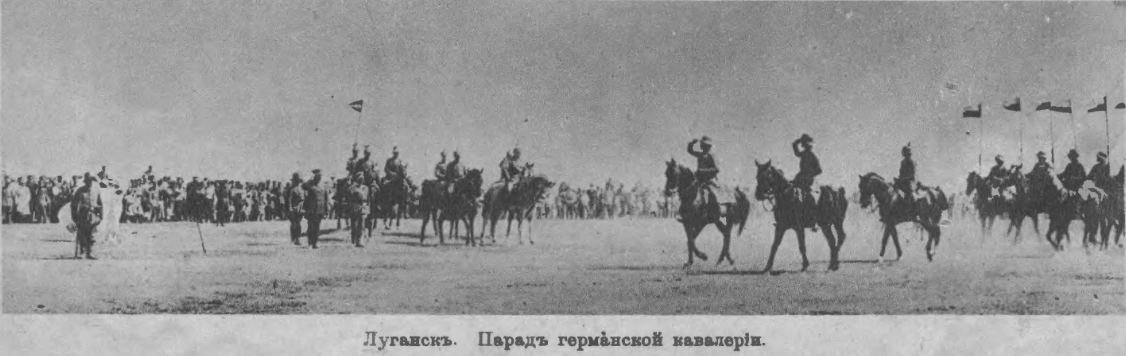
Парад німецької кавалерії в звільненому Луганську 1918 рік.

З 25 по 29 квітня проходила оборона Севастополя радянськими частинами, в ході якої німецькі війська застрягли на підступах до міста. Але коли оборона вже була безглузда (29 квітня), на багатьох судах Чорноморського флоту було піднято український прапор, а командувач флотом контр-адмірал Ю. Саблін, не знаючи про баталії навколо Криму, зажадав припинити наступ німецьких військ на базу флоту — Севастополь, за причини визнання флотом влади УНР. Тоді моряки вирішили, що краще опинитися під прапором УНР, ніж віддати флот в руки німцям. Події в Криму розгорталися на тлі загальної кризи влади Центральної Ради. Увечері 26 квітня 1918 року німецькі війська роззброїли українську Синьожупанну дивізію армії УНР. Ця дивізія (одна з найкращих в армії УНР) була сформована в Німеччині з українських військовополонених і передавалася Україні на прохання Центральної Ради. 29 квітня впала і сама Центральна Рада, передавши владу Гетьманату Павла Скоропадського.
Однак німецькі війська, не звертаючи на демарші Сабліна ніякої уваги, продовжили атаки на Севастополь. Тільки капітулянтська позиція Центрофлота змусила частину революційних матросів піти на здачу Севастополя і флоту. З 28 квітня загони, які не згодні були капітулювати, почали відступ по вузькій прибережній дорозі на схід, за маршрутом Севастополь — Ялта — Судак — Феодосія — Керч, пробиваючись через райони, зайняті повстанцями татарами. До 5 травня, вкрай порідівши, вони досягли Керчі і перебралися на Таманський півострів.
30 квітня 1918 року 600 кораблів флоту з 3,5 тисячами матросів на борту покинули Севастополь, взявши курс на Новоросійськ, маючи намір перейти там під червоне командування. Частина Чорноморського флоту (7 лінкорів, 3 крейсери, 5 міноносців) залишилася в Севастопольській гавані на чолі з контр-адміралом М. Остроградським. В той же день в Севастополь, покинутий більшовиками, стали входити німецькі загони.

## Закінчення бойових дій (травень 1918)
До 1 травня 1918 року, дня здачі німцям Таганрога, ще спостерігалися окремі сутички в східному Донбасі (у Таганрога билися загони Резервної армії А. Беленковіча). Але з травня боротьба завмерла, Перша війна за Україну була програна більшовиками. Близько 70 днів знадобилося військам союзників для відвоювання всієї території України.
4 травня 1918 року Антонов-Овсієнко офіційно оголосив про припинення війни і розпуск своїх армій. У той же день на станції Коренево німецьке командування підписало з представниками Радянської Росії угоду про припинення військових дій на Курському напрямку. Всі війська Радянської України (на вимогу німецького командування), що потрапили на територію Росії, повинні були бути роззброєні і інтерновані. Але виконання цього пункту угод з німцями носило досить формальний характер, загони з України перекидалися на інші червоні фронти, перш за все проти білогвардійців. На ділянці нового кордону — від Суджі до Рильська — між військами Росії і військами союзників була створена буферна нейтральна зона в 10 кілометрів.
Командування австро-угорських і німецьких військ таємно поділило між собою землі України на зони окупації. Австрії дісталися Подільська, Херсонська, частина Катеринославської губернії; Німеччині — всі інші землі України. До середини квітня 1918 року Центральна Рада і Рада міністрів УНР хоча і вважали себе вищою владою в Україні, практично вже не контролювали внутрішнє становище в країні. Провінційна адміністрація, яка залишалася вірною УНР, втратила всякий зв'язок з Києвом і виявилася під впливом австро-німецького військового союзного командування.

## Мирний договір (червень 1918)
12 червня 1918 року українські більшовики Д. Мануїльський і Х. Раковський підписали умови прелімінарного миру з Українською Державою, очолюваною гетьманом Скоропадським. Згідно цього договору, військові дії Радянсько-української війни призупинялися і встановлювалася «нейтральна зона», яка мала розмежувати сторони до офіційного встановлення державних кордонів.